# 1553
| [ Edytuj tabelę ]              | |
| Król Polski                    | - 1530 Zygmunt II August 1572 |
| Współksiążęta Andory           | - 1552 Miquel Despuig 1556 - 1517 Henryk II 1555 |
| Król Anglii                    | - 1547 Edward VI 1553 - 1553 Joanna Grey 1553 - 1553 Maria I 1558 |
| Władca Azteków                 | - 1541 Diego de San Francisco Tehuetzquitizin 1554 |
| Elektor Brandenburgii          | - 1535 Joachim II Hektor 1571 |
| Książę Bawarii                 | - 1550 Albrecht V 1579 |
| Sułtan Brunei                  | - 1521 Abdul Kahar 1575 |
| Cesarz Chin                    | - 1521 Jiajing 1566 |
| Król Czech                     | - 1526 Ferdynand I Habsburg 1564 |
| Król Danii                     | - 1534 Chrystian III 1559 |
| Dalajlama                      | - 1543 Sonam Gjaco 1588 |
| Cesarz Etiopii                 | - 1540 Klaudiusz 1559 |
| Król Francji                   | - 1547 Henryk II 1559 |
| Król Hiszpanii                 | - 1516 Karol I 1556 |
| Hrabia Holandii                | - 1515 Karol I Habsburg 1555 |
| Szach Iranu                    | - 1524 Tahmasp I 1576 |
| Państwo Wielkich Mogołów       | - 1545 Islam Szah Suri 1553 - 1553 Firuz Szah Suri 1553 - 1553 Muhammad Szah Adil 1555 |
| Władca Inków                   | - 1545 Sayri Tupac 1558 |
| Król Irlandii                  | - 1547 Edward VI Tudor 1553 - 1553 Joanna Grey 1554 |
| Cesarz Japonii                 | - 1526 Go-Nara 1557 |
| Kalif                          | - 1520 Sulejman I 1566 |
| Patriarcha Konstantynopola     | - 1546 Dionizy II 1555 |
| Władca Korei                   | - 1545 Myŏngjong 1567 |
| Wielki książę litewski         | - 1530 Zygmunt August 1569 |
| Sułtan Maroka                  | - 1549 Muhammad asz-Szajch 1554 |
| Senior Monako                  | - 1532 Honoriusz I 1581 |
| Król Nawarry                   | - 1516 Henryk II 1555 |
| Król Norwegii                  | - 1534 Chrystian III 1559 |
| Sułtan Omanu                   | - 1529 Bakarat ibn Muhammad 1560 |
| Elektor Palatynatu             | - 1544 Fryderyk II 1556 |
| Papież                         | - 1550 Juliusz III 1555 |
| Książę Parmy                   | - 1547 Oktawiusz Farnese 1556 |
| Król Portugalii                | - 1521 Jan III 1557 |
| Książę w Prusach               | - 1525 Albrecht 1568 |
| Car Rosji                      | - 1547 Iwan IV Groźny 1584 |
| Cesarz Rzymski (niemiecki)     | - 1519 Karol V Habsburg 1558 |
| Kapitanowie Regenci San Marino | - 1552 Antonio di Piero Tontini Vincenzo di Giovanni di Andrea 1553 - 1553 Vincenzo Gombertini Giacomo di Antonio Giannini 1553 - 1553 Gio. Antonio Belluzzi Rinaldo di Giovanni Baldi 1554 - 1553 Innocenzo Brancuti Giacomo di Evangelista Belluzzi 1554 |
| Elektor Saksonii               | - 1547 Maurycy Wettyn 1553 - 1553 August Wettyn 1586 |
| Król Szkocji                   | - 1542 Maria Stuart 1567 |
| Król Szwecji                   | - 1521 Gustaw I Waza 1560 |
| Król Tajlandii                 | - 1548 Phra Maha Chakkraphat 1568 |
| Sułtan Turków                  | - 1520 Sulejman Wspaniały 1566 |
| Doża Wenecji                   | - 1545 Francesco Donato 1553 - 1553 Marcantonio Trivisano 1554 |
| Król Węgier                    | - 1526 Ferdynand I 1564 - 1540 Jan II Zygmunt Zápolya 1571 |

Rok 1553 / MDLIII
stulecia: XV wiek ~
XVI wiek ~
XVII wiek

lata: 1543 «
1548 «
1549 «
1550 «
1551 «
1552 «
1553
» 1554
» 1555
» 1556
» 1557
» 1558
» 1563

## Wydarzenia w Polsce
- 1 lutego-29 marca – w Krakowie obradował sejm[1].
- 29 lipca – król Zygmunt II August ożenił się z Katarzyną Habsburżanką.
- 30 lipca – na Wawelu została koronowana Katarzyna Habsburżanka, trzecia żona króla Zygmunta II Augusta.

- Wydano dzieło Leges seu Statuta Regni Poloniae autorstwa Jakuba Przyłuskiego.
- Zabłudów otrzymał prawa miejskie.
- król Zygmunt August podpisał z hospodarem mołdawskim Aleksandrem umowę w sprawie granic.

## Wydarzenia na świecie
- 2 stycznia – zainaugurował działalność Uniwersytet Świętego Marka w Limie.
- 4 czerwca – Marcantonio Trivisano został dożą Wenecji.
- 19 lipca – po śmierci sprzyjającego reformacji Edwarda VI i obaleniu „dziewięciodniowej królowej” Joanny I, tron Anglii objęła starsza siostra zmarłego monarchy - pozostająca przy katolicyzmie Maria I Tudor, przez protestantów zwana „Krwawą”.
- 27 października – w Genewie został spalony na stosie przez protestanckich kalwinistów hiszpański teolog, astronom, prawnik, lekarz i humanista Miguel Servet.
- 25 grudnia – Indianie z plemienia Araukanów rozgromili Hiszpanów w bitwie pod Tupacel (Chile). Wzięty do niewoli pierwszy królewski gubernator Chile Pedro de Valdivia został zamordowany.

- Powstanie uniwersytetu w mieście Meksyk.
- W Rzymie dokonano publicznego spalenia Talmudu.

## Urodzili się
- 4 lutego – syn Takamoto Mōri i wnuk oraz spadkobierca wielkiego XVI-wiecznego dowódcy Motonariego Mōri (zm. 1625)
- 1 marca – Małgorzata pomorska, księżniczka wołogoska, księżna sasko-lauenburska, córka Filipa I z dynastii Gryfitów (zm. 1581)
- 23 kwietnia – Giorgio Centurione, doża Genui (zm. 1629)
- 29 kwietnia – Albrecht Fryderyk Hohenzollern, książę pruski (zm. 1618)
- 30 kwietnia – Ludwika Lotaryńska, królowa Francji, małżonka Henryka III, księżna Mercœur (zm. 1601)
- 14 maja – Małgorzata de Valois, królowa Francji i Nawarry, pierwsza żona Henryka IV (zm. 1615)
- 15 czerwca – Ernest Habsburg, arcyksiążę Austrii (zm. 1595)
- 26 września – Nicolò Contarini, doża wenecki (zm. 1631)
- 13 grudnia – Henryk IV Burbon, król Francji i Nawarry (zm. 1610)
- Stefan Batory (1553–1601), węgierski szlachcic (zm. 1601)
- Jakub Bosgrave, angielski jezuita, matematyk, profesor Akademii Wileńskiej (zm. 1623)
- Maria de Clèves, pierwsza żona księcia Condé, Henryka I (zm. 1574)
- Johannes Eccard, niemiecki kompozytor i muzyk (zm. 1611)
- Filaret, patriarcha moskiewski (zm. 1633)
- Antonio Maria Galli, włoski duchowny (zm. 1620)
- Reinhold Heidenstein, prawnik, historyk, kronikarz, dyplomata, sekretarz kancelarii królów polskich (zm. 1620)
- Julian od Świętego Augustyna, asceta i jałmużnik, franciszkanin, błogosławiony Kościoła rzymskokatolickiego (zm. 1606)
- Francisco Gómez de Sandoval y Rojas, faworyt króla Hiszpanii Filipa III i pierwszy (ważny), wicekról Portugalii (zm. 1625)
- Juan Pantoja de la Cruz, hiszpański malarz okresu renesansu, głównie portrecista (zm. 1608)
- Mikołaj Wolski (1553-1630), polski marszałek wielki koronny, marszałek nadworny koronny, dyplomata (zm. 1630)
- Mikołaj Zebrzydowski, marszałek wielki koronny, starosta krakowski, wojewoda lubelski, wojewoda krakowski (zm. 1620)

## Zmarli
- 6 lipca – Edward VI, król Anglii (ur. 1537)
- 8 sierpnia – Girolamo Fracastoro, włoski lekarz, nauczyciel i poeta (ur. 1478)
- 1 września – Piotr Firlej, polski magnat, wojewoda lubelski i ruski (ur. 1496/1497)[2]
- 6 października - Mustafa, książę osmański (ur. 1515)
- 16 października – Lucas Cranach Starszy, malarz niemiecki (ur. 1472)
- 27 października – Miguel Servet, hiszpański teolog, stracony przez kalwinistów w Genewie (ur. 1511)
- 31 października – Piotr Kmita Sobieński, marszałek wielki koronny (ur. 1477)